# 赫尔辛基艺术大学西贝柳斯音乐学院
赫尔辛基艺术大学西贝柳斯音乐学院（芬蘭語：Taideyliopiston Sibelius-Akatemia；缩写为）是一个隶属于是赫尔辛基艺术大学的音乐专业学院，它是芬兰唯一和北欧最大的大学级别的音乐学院，其使命是促进和发展音乐文化。西贝柳斯音乐学院在国际上为芬兰人提供了高层次艺术活动的发展条件，有学习、研究和教学多重功能。学院以芬兰音乐家西贝柳斯命名。
西贝柳斯音乐学院总部在赫尔辛基，有10个不同的专业。西贝柳斯音乐学院的学生约1500人，每年招收约150-170人。学院主要在在赫尔辛基和库奥皮奥教学，另外在耶尔文佩有一个课程中心Kallio-Kuninkala，在塞伊奈约基有一个继续教育中心。学院在赫尔辛基有三个校区：赫尔辛基音乐厅、R楼（位于Pohjoinen Rautatiekatu街，因芬兰议会大厦在维修由芬兰议会暂时使用至2017年）、N楼（位于Nervanderinkatu街）和T楼（位于Töölönkatu街）。在赫尔辛基音乐厅建成之前在区也曾使用过一个P楼。
自2013年起西贝柳斯音乐学院的院长是Tuomas Auvinen，他之前也是该学院作为独立大学时的校长。

## 历史
马丁·韦格柳斯1882年在个人倡议下建立了这所学校，当时名为赫尔辛基音乐学校（芬蘭語：Helsingin Musiikkiopisto）。当时是参照中欧音乐学院的模式，其教育方式是传统的师徒关系。学校在1924年改名为赫尔辛基音乐学院（芬蘭語：Helsingin konservatorio），在1939年改为西贝柳斯音乐学院（芬蘭語：Sibelius-Akatemia）。1885 - 1889年西贝柳斯曾在该院学习，1890年代曾在该院执教。
1980年学院转为国立高校。1983年设立西贝柳斯音乐学院库奥皮奥分校，1991年设立塞伊奈约基分校。1998年成为一所大学。2013年学院和其它两所艺术类大学合并成立赫尔辛基艺术大学，从此学院称为赫尔辛基艺术大学西贝柳斯音乐学院。

## 系和专业
学院设有两个系，数个专业。
- 古典音乐系
  - 古典音乐：器乐和声乐
  - 作曲和音乐理论
  - 音乐管理
  - 教会音乐
- 音乐教育、爵士乐和民间音乐系
  - 音乐技术
  - 爵士乐
  - 民间音乐
  - 音乐教育
  - 艺术管理
  - 国际音乐中的北欧大师（Nordic Master in Global Music）

## 知名讲师、校友
- 埃尔基·梅拉尔廷
- 埃诺尤哈尼·劳塔瓦拉
- 凯娅·萨里阿霍
- 奥利斯·萨利宁
- 塔里娅·图鲁宁
- 汉努·林图（芬蘭語：Hannu Lintu）
- 薩沙·邁基萊
- 克劳斯·梅凯莱
- 苏珊娜·迈尔基
- 萨卡里·奥拉莫
- 约尔马·帕努拉
- 埃萨-佩卡·萨洛宁
- 尤卡-佩卡·萨拉斯特
- 莱夫·塞格斯坦